# 니타카 (방호순양함)
니타카(新高)는 일본 제국 해군의 니타카형 방호순양함의 1번함으로 쓰시마의 자매함이다. 함 이름은 당시 일본령이었던 대만 난터우현의 신가오산(新高山, 현재의 위산, 일본어로 니타카)의 이름에서 유래되었다.

## 개요
1901년, 요코스카 해군 조선소에서 기공되었다. 1902년 11월 15일에 열린 진수식에 황후가 참석했다. 1904년 1월 27일에 준공되어 3등순양함으로 분류되었다.
1904년 발발한 러일 전쟁에서는 2월 제물포 해전, 7월부터 여순항 포위 작전, 8월 14일 울산 해전 (직접 전투에 참여하지는 않음), 1905년 5월 27일 쓰시마 해전 등에 참가했다.
1912년 8월 28일, 이등함으로 등급이 변경되었다. 제1차 세계 대전에서 칭다오 전투에 참여하였으며, 이후 인도양, 남아프리카 공화국 수역에서의 작전을 담당했다.
1920년 7월부터 9월까지 일본의 시베리아 개입에 따라 페트로파블롭스크캄차츠키 경계를 맡았다. 1921년 5월부터 9월까지 남중국해, 네덜란드령 동인도 제도 방면의 경계를 담당했으며, 9월 1일 이등해방함으로 등급이 변경되었다.
1922년 8월 26일, 캄차카반도에서 어업 보호 임무를 맡아 오조놉스키 기지 앞바다에서 정박 중에 태풍이 발생하여, 오전 6시경 해안에서 좌초되어 전복되었다. 함장의 코가타쿠이치 대령이하 300여명의 승무원 중 생환한 이는 28일에 현장에 달려가 구축함 ‘마키’가 구조한 오카다 이등 수병과 기관병 15명뿐이었다. 이듬해 1923년 4월 1일에 퇴역시켜, 수리함 ‘관동’의 손에 의해 현지에서 해체, 처분되었다.